# 2014年冬季奧林匹克運動會挪威代表團
2014年冬季奧林匹克運動會挪威代表團是挪威派出的2014年冬季奧林匹克運動會代表團，共有134名運動員參加12個項目的賽事。

## 外部連結
- Norway at the 2014 Winter Olympics（页面存档备份，存于）